# Leptosiaphos
Genre
Leptosiaphos est un genre de sauriens de la famille des Scincidae.

## Répartition
Les espèces de ce genre se rencontrent en Afrique subsaharienne.

## Liste des espèces
Selon The Reptile Database (7 janvier 2013) :
- Leptosiaphos aloysiisabaudiae (Peracca, 1907)
- Leptosiaphos amieti (Perret, 1973)
- Leptosiaphos blochmanni (Tornier, 1903)
- Leptosiaphos dewittei (Loveridge, 1934)
- Leptosiaphos dungeri Trape, 2012
- Leptosiaphos fuhni (Perret, 1973)
- Leptosiaphos graueri (Sternfeld, 1912)
- Leptosiaphos hackarsi (De Witte, 1941)
- Leptosiaphos hylophilus Laurent, 1982
- Leptosiaphos ianthinoxantha (Böhme, 1975)
- Leptosiaphos kilimensis (Stejneger, 1891)
- Leptosiaphos koutoui Ineich, Schmitz, Chirio & Lebreton, 2004
- Leptosiaphos luberoensis (De Witte, 1933)
- Leptosiaphos meleagris (Boulenger, 1907)
- Leptosiaphos pauliani (Angel, 1940)
- Leptosiaphos rhodurus Laurent, 1952
- Leptosiaphos rhomboidalis Broadley, 1989
- Leptosiaphos vigintiserierum (Sjöstedt, 1897)

## Publication originale
- Schmidt, 1943 : Amphibians and reptiles from the Sudan. Zoological Series Field Museum of Natural History, vol. 24, p. 331-338 (texte original).